# FK Daugava Rīga
El FC Daugava Riga fou un club de futbol soviètic de la ciutat de Riga. Representava diverses factories de la ciutat de Riga.
Va ser fundat el 1944. Evolució del nom:
- 1946-1947 Daugava
- 1948-1949 Daugava-VEF
- 1950-1958 Daugava
- 1959-1962 Daugava-RVZ
- 1963-1969 Daugava-REZ
- 1970-1990 Daugava

Amb la independència de Letònia el club desaparegué. No obstant, diversos clubs en poden ser considerats successors:
- FK Pārdaugava: Fundat el 1984 com a Daugava-RVZ. El 1991 reemplaçà el desaparegut FC Daugava Riga a la segona divisió soviètica. Posteriorment jugà a la lliga letona fins a la seva desaparició el 1995.
- Daugava (Torpedo) Riga: Fundat el 1957 com a RTP (Riga Taxi Park), més tard Torpedo Rīga, el 1996 canvià el nom a Daugava. El 2001 es fusionà amb Policijas FK com a FKP/Daugava, desapareixent el 2002.
- FC Daugava Daugavpils: Fundat el 2001 com a FC Ditton Daugavpils, el 2007 es convertí en FC Daugava Daugavpils.
- FSK Daugava-90 Riga: Fundat el 2005, el 2008 es convertí en FC Daugava, i el 2011 en FK Rīgas Futbola Skola.
- FK Daugava Riga (2003): Fundat el 2003 com a FC Jurmala, el 2012 es traslladà a Riga esdevenint FC Daugava.

## Palmarès
- Copa letona de futbol:[1]
  - 1990
- Segona divisió soviètica:
  - 1985
- Tercera divisió soviètica Zona 8:
  - 1981